# Filipa Cardoso
Filipa Cardoso, también conocida como Gisela Filipa, (Lisboa, 18 de abril de 1979) es una cantante de fado portuguesa.

## Biografía
Filipa Cardoso nació el 18 de abril de 1979 en Lisboa. Cardoso creció en el barrio lisboeta Alto do Pina, mientras durante su infancia escuchaba voces como la de Fernando Maurício y los sonidos de la guitarra portuguesa.
A los 10 años cantó en público por primera vez en la boda de un primo. El dueño del restaurante le propuso entonces cantar en otras bodas. A los 15 años, un guitarrista que la escucha cantar en la fiesta de cumpleaños de la nieta de Raul Silva, la invita a cantar en la típica "Taverna do Embuçado", donde comenzó a cantar a diario. Durante 8 meses también cantaba en la "Taverna d´el Rey", ambas en el distrito lisboeta de Alfama. A pesar de ser admirada por su voz, Cardoso consideraba que su escasa experiencia vital no le permitía transmitir con toda la verdad los poemas que interpretaba, así que decidió hacer una pausa en su carrera por 10 años.
En 2004, tras cumplir 25 años y ser madre, Cardoso afirmó que "sin cantar fado, mi vida no tenía sentido" y participó en la Gran Noche de Fado que se celebra cada año en Lisboa, ganando el certamen. A partir de entonces, se convirtió en una habitual en las casas de fado más importantes de Portugal, como Arcadas do Faia, Café Luso, Marquês da Sé o Clube de Fado, formando parte del elenco privado del Sr. Vinho, de la cantante de fado Maria da Fé.
Continuó su carrera con el Teatro de Revista, después de haber sido invitada por el poeta y guionista portugués Mário Raínho y Helder Freire Costa para ingresar en Arre Poter, en el Teatro Maria Vitória. En el Parque Mayer, interpretó las revistas Já Viram Isto?! y Revista É Liiiiiiinda, que también se representó en Oporto en los escenarios del Teatro Sá da Bandeira y también en el Maria Vitória.
En 2005, lanzó su primer CD, Fragmento do Fado. Fue elegida en 2007 como la "Reina de la Canción Nacional", una iniciativa del periódico O Crime. El "Rey" de ese año fue el cantante portugués Toy. También en 2007, fue la representante de la juventud en la candidatura del político portugués António Carmona Rodrigues al Ayuntamiento de Lisboa. Ese mismo año, participó en el Festival RTP da Canção, a dúo con Edmundo Vieira, uno de los miembros de la banda portuguesa D'ZRT. La canción "Desta Vez" quedó en sexto lugar, siendo al ganadora de esa edición Sabrina.
El 23 de febrero de 2009, lanzó su segundo álbum Cumprir Seu Fado, con la discográfica Farol. En este trabajo contó con la participación de la también fadista portuguesa Argentina Santos en el tema "Fado da Herança".

## Discografía

### Álbumes de estudio
- 2005 - Fragmento de Fado ()
- 2008 - Cumple tu fado (Farol)